# Eduíno da Mércia
Eduíno (em inglês moderno: Edwin; em inglês antigo: Ēadwine) foi conde da Mércia e o irmão mais velho de Morcar, Conde de Nortúmbria, filho de Alfgar, Conde da Mércia e neto de Leofrico. Sucedeu ao título e responsabilidades de seu pai com a morte de Alfgar em 1062. Ele aparece como Conde Eduíno (Eduin comes) no Domesday Book.
Seu irmão mais novo, Morcar, foi eleito Conde de Nortúmbria, quando Tostigo foi expulso pelos nortúmbrios em 3 de outubro de 1065. Em 1066, Tostigo invadiu a Mércia, mas foi repelido por Eduíno e Morcar e fugiu para a Escócia. No final do ano ele retornou, acompanhado pelo rei Haroldo Hardrada da Noruega à frente de um exército norueguês enorme, que derrotou os irmãos na batalha de Fulford, perto de Iorque, em 20 de setembro. Haroldo e Tostigo foram, por sua vez, derrotados e mortos pelo exército de Haroldo II, cinco dias depois, na batalha de Stamford Bridge em 25 de setembro. Após a morte de Haroldo na batalha de Hastings, dos quais Eduíno e Morcar não compareceram, foram os principais defensores de um novo regime sob Edgar, o Atelingo, embora desejasse que o público elegesse um deles como rei, mas não conseguiu tomar medidas eficazes contra os normandos invasores e logo submeteu-se ao duque Guilherme.
Em 1068, os irmãos tentaram levantar uma rebelião em Mércia, mas rapidamente submeteram-se quando Guilherme moveu-se contra eles. Eduíno morreu em 1071, enquanto fazia o seu caminho para a Escócia quando foi traído por seu próprio séquito aos normandos e assassinado.
A irmã de Eduíno, Edite, tinha sido casada com Haroldo II de Inglaterra até a morte do último na batalha de Hastings. Suas terras centradas em Gilling West, no condado de Nortúmbria de seu irmão, foram dadas a Alano, o Vermelho em 1071 e o distrito foi renomeado Richmondshire.
Foi interpretado por Adam Bareham no drama de TV Blood Royal: William the Conqueror (1990). É mencionado em Alice no País das Maravilhas quando o rato tenta secar-se e outros personagens recitam um exemplo seco da história inglesa.